# Incisalia augustinus
Incisalia augustinus är en fjärilsart som beskrevs av John Obadiah Westwood 1852. Incisalia augustinus ingår i släktet Incisalia och familjen juvelvingar. Inga underarter finns listade i Catalogue of Life.